# Contee della Finlandia
Le contee della Finlandia (in finlandese: lääni, plur. läänit, in lingua svedese: län) costituirono per quasi quattro secoli la prima suddivisione amministrativa del Paese; sono state abolite nel 2009, una precedente riforma del 1997 ne aveva ridotto il numero da 12 a 6.

## Storia
La divisione della Finlandia e della Svezia in län risale al 1634, in precedenza il territorio era suddiviso in slottslän o maakunnat, province facenti capo ad un castello, queste negli anni Quaranta del Cinquecento erano nove. Nel 1634 nell’area oggi finlandese vennero costituite cinque contee che erano:
- Åbo och Björneborgs län/Turun ja Porin lääni  (in origine Turun lääni)
- Nylands och Tavastehus län/Uudenmaan ja Hämeen lääni
- Viborgs och Nyslotts län/Viipurin ja Savonlinnan lääni  (in origine Karjalan lääni)
- Österbottens län/Pohjanmaan lääni
- Kexholms län/Käkisalmen lääni

|  |  |

Il numero e l'estensione delle contee variò nel tempo sia a causa dei vari conflitti che coinvolsero l'area sia a causa di alcune riforme l'ultima delle quali fu attuata da Gustavo III di Svezia. La sconfitta svedese contro la Russia nel 1723 decurtò il paese delle contee sudorientali, ma quando nel 1808 la Svezia fu nuovamente battuta nella guerra finlandese e costretta a cedere tutte le restanti contee finlandesi all'Impero russo con la pace di Hamina, le contee variarono nuovamente a causa della reintegrazione del territorio originale della Finlandia in quanto il paese nel complesso fu ridotto a una regione autonoma russa.

## Caratteristiche
I lääni erano organismi di controllo sulle amministrazioni comunali da parte dello Stato, essendo in origine dei län svedesi; non esisteva invece alcuna forma di collaborazione tra i vari comuni. In generale, la Finlandia fu storicamente priva di una rappresentanza locale intermedia fra municipi e nazione, a differenza di come si evolse lo stesso istituto in Svezia.
Ogni län aveva il proprio consiglio prefettizio (lääninhallitus/länsstyrelse), che funzionava da rappresentante locale del governo nei seguenti settori:
- assistenza sociale e tutela della salute;
- insegnamento e cultura;
- polizia;
- servizi di soccorso ed emergenza;
- traffico;
- affari riguardanti la concorrenza e la tutela dei consumatori;
- amministrazione giudiziaria.

Il consiglio era presieduto da un governatore (maaherra, landshövding) che era scelto dal Presidente in seguito ad una proposta del governo.

## Lista

### Contee svedesi
I lääni rappresentanti le contee della Finlandia furono ridefiniti nel 1831 da parte dello zar Nicola I. I confini di tali lääni cambiarono profondamente nei decenni successivi: ad esempio, nel 1870 Tampere venne spostata dalla contea di Turku e Pori a quella dell'Häme, mentre, nel 1921, il Petsamon lääni (Petsamo län) fu unito a quello di Oulu. Nel 1944, dopo la guerra di continuazione, la Finlandia cedette gran parte del Viipurin lääni (Viborgs län) all'Unione Sovietica; il resto venne suddiviso tra il Kymen lääni e il Kuopion lääni.

### Contee dal 1960 al 1997
| Mappa | N.                                                                                | Provincia                                                               |
| ----- | --------------------------------------------------------------------------------- | ----------------------------------------------------------------------- |
|       | 1                                                                                 | Contea di Turku e Pori (Turun ja Porin lääni - Åbo och Björneborgs län) |
| 2     | Contea dell'Uusimaa (Uudenmaan lääni - Nylands län)                               |                                                                         |
| 3     | Contea di Oulu (Oulun lääni - Uleåborgs län)                                      |                                                                         |
| 4     | Contea di Mikkeli (Mikkelin lääni - Michels län)                                  |                                                                         |
| 5     | Contea di Vaasa (Vaasan lääni - Vasa län)                                         |                                                                         |
| 6     | Contea di Kuopio (Kuopion lääni - Kuopio län)                                     |                                                                         |
| 7     | Contea di Kymi (Kymen lääni - Kymmene län                                         |                                                                         |
| 8     | Contea di Häme (Hämeen lääni - Tavastehus län)                                    |                                                                         |
| 9     | Åland (Ahvenanmaan maakunta)                                                      |                                                                         |
| 10    | Contea della Lapponia (Lapin lääni - Laplands län)                                |                                                                         |
| 11    | Contea della Finlandia Centrale (Keski-Suomen lääni - Mellersta Finlands län)     |                                                                         |
| 12    | Contea della Carelia Settentrionale (Pohjois-Karjalan lääni - Norra Karelens län) |                                                                         |

Nel 1997, le contee dell'Uusimaa e di Kymi, nonché parte delle contea di Mikkeli e di Häme, furono aggregate per costituire la contea della Finlandia Meridionale; le contee di Turku e Pori, di Vaasa e della Finlandia Centrale, nonché la restante parte della contea di Häme, dettero vita alla contea della Finlandia Occidentale; le contee di Kuopio e della Carelia Settentrionale, nonché la restante parte della contea di Mikkeli, si fusero nella contea della Finlandia Orientale.

### Contee dal 1997 al 2009
| Stemma | Contea                | Nome finlandese e nome svedese         | Capoluogo (e città principale)    | Abitanti (2003) | Area (km2) | Fusioni (1997)                           |
| ------ | --------------------- | -------------------------------------- | --------------------------------- | --------------- | ---------- | ---------------------------------------- |
|        | Finlandia Meridionale | Etelä-Suomen lääni Södra Finlands län  | Hämeenlinna Tavastehus (Helsinki) | 2,116,914       | 34,378     | Uusimaa, Kymi, Häme                      |
|        | Finlandia Occidentale | Länsi-Suomen lääni Västra Finlands län | Turku Åbo (Tampere)               | 1,848,269       | 74,185     | Vaasa, Turku-Pori, Central Finland, Häme |
|        | Finlandia Orientale   | Itä-Suomen lääni Östra Finlands län    | Mikkeli S:t Michel (Kuopio)       | 582,781         | 48,726     | Kuopio, North Karelia, Mikkeli           |
|        | Oulu                  | Oulun lääni Uleåborgs län              | Oulu Uleåborg                     | 458,504         | 57,000     | Nessuna                                  |
|        | Lapponia              | Lapin lääni Lapplands län              | Rovaniemi                         | 186,917         | 98,946     | Nessuna                                  |
|        | Åland                 | Ahvenanmaan lääni Ålands län           | Mariehamn Maarianhamina           | 26,000          | 6,784      | Nessuna                                  |
|        |                       |                                        |                                   |                 |            |                                          |

## Agenzie regionali
Le grandi contee nel 2010 furono abolite come enti locali, ma sostituite come prefetture statali da sette Agenzie amministrative regionali dello Stato. Le agenzie subentrarono perfettamente alle grandi contee tranne nel caso della Finlandia Occidentale, che fu divisa in due.
Le sei agenzie sono dunque le seguenti:
- Finlandia Meridionale (Hämeenlinna), direttore Merja Ekqvist
- Finlandia Occidentale e Centrale (Vaasa), direttore Marko Pukkinen
- Finlandia Sudoccidentale (Turku), direttore Ilkka Horelli
- Finlandia Orientale (Mikkeli), direttore Markku Tervahauta
- Finlandia Settentrionale (Oulu), direttrice Kaisa Ainasoja
- Lapponia (Rovaniemi), direttrice Kristiina Poikajärvi

L’Ufficio statale delle Åland guidato dalla governatrice Marine Holm-Johansson svolge compiti diversi e più limitati a causa dell’autonomia della provincia.